# Jack-din-Sticlă
Jack-din-Sticlă (2012) (titlu original Jack Glass, având subtitlul The Story of a Murderer) este un roman polițist science fiction al scriitorului britanic Adam Roberts. În 2012, romanul a fost nominalizat la secțiunea Red Tentacle (roman) a premiului Kitschies (2012), iar în 2013 a fost recompensat cu premiile British Science Fiction Association și John W. Campbell.
Cartea prezintă un viitor în care omenirea s-a răspândit prin sistemul solar și este condusă de clanuri. Familia Ulanov se află în vârful ierarhiei, controlând totul prin Legea sau Pravila Ulanova, iar celelalte familii și organizații Gongsi se luptă pentru a dobândi sau a-și păstra diverse privilegii și ministere.

## Intriga
Romanul este format din trei părți. În prima, un grup de deținuți este deportat pe un asteroid pe care trebuie să-l transforme într-un spațiu locuibil. În timp ce încearcă să supraviețuiască în mediul ostil, deținuții stabilesc între ei o ierarhie dictată de forța fizică. Pe unul dintre ei, Jac, lipsa picioarelor îl plasează pe cea mai de jos treaptă. Dar nu aceasta este temerea lui cea mai mare, ci faptul că ar putea avea probleme serioase dacă forțele de ordine își vor da seama cine este el în realitate: anarhistul Jack-din-Sticlă, cel care dorește răsturnarea Ulanovilor de la conducerea sistemului solar. Trecerea timpului duce la inevitabile conflicte, soldate cu victime. Singurul care reușește să supraviețuiască este Jac, care găsește și o cale de evadare.
Partea a doua mută acțiunea în mijlocul familiei Argent, care este însărcinată cu Informațiile. Cele două fete ale ei, Eva și Diana, sunt pasionate de rezolvarea misterelor polițiste virtuale. Când unul dintre slujitorii lor e ucis, ele au ocazia să-și demonstreze talentele detectiviste în realitate. Cu sprijinul fidelului servitor Iago, Diana reușește să dezlege ițele crimei și, astfel, ia o opțiune serioasă în succesiunea la conducerea familiei. Însă clanul Argent este suspectat de Ulanovi că ar ascunde informații despre tehnologia zborului superluminic. Eva reușește să fugă, iar Diana este salvată în ultima clipă de Iago care se dovedește a fi legendarul Jack-din-Sticlă, pe care forțele de ordine îl caută de când a evadat de pe asteroidul pe care fusese dus în detenție.
A treia parte prezintă călătoria lui Jack și a Dianei către marginile sistemului solar. Ei sunt încolțiți de Bar-le-duc, unul dintre cei mai buni agenți ai Ulanovilor. Jack acceptă să nu se opună arestării, cu condiția ca Bar-le-duc să garanteze eliberarea Dianei. Pentru a fi sigur că înțelegerea nu va fi încălcată, Jack cere ca târgul să fie parafat sub atenta supraveghere a unui RACdroid. Dar, imediat după semnare, agentul este ucis într-un mod misterios. Înregistrările RACdroidului dovedesc o imposibilitate fizică în comiterea acestei crime, dar lucrul care contează este că Jack nu poate fi suspectat. Prin urmare, contractul care-i asigură Dianei libertatea în fața Ulanovilor rămâne valabil. Înainte de a se face pierdut prin sistemul solar, Jack recunoaște în fața Dianei că el a comis crima, folosind o armă superluminică - aceasta întâi l-a ucis pe Bar-le-duc și abia apoi s-a materializat în mâna sa, datorită faptului că viteza superluminică presupune, de fapt, o călătorie în trecut.

### Cuprins
| Partea I - La cutie Partea a doua - Crimele PVL - 1. Misterul servitorului zdrobit - 2. Poliția - 3. Folosul unui vis - 4. Misterul supernovei șampanie - 5. Madam Joad - 6. Poarta de corn și poarta de fildeș - 7. Începe ancheta - 8. Oceanul albastru al lui „de ce”" - 9. Eva acționează - 10. Gravitație sau vinovăție? - 11. Iarăși madam Joad - 12. Fuga - 13. Despre multitudini - 14. A treia literă a alfabetului | Partea a treia - Arma imposibilă - 1. Misterul RACdroidului stricat - 2. Coșmarul de la Gideon - 3. Dunronin - 4. Sfârșitul lui Bar-le-duc - 5. Căutarea - 6. Un glonț care dispare - 7. Pe Garland 400 - 8. Diana e mânioasă - 9. Misterul e rezolvat - 10. La bordul lui Biblioteka 4 Coda Glosar Mulțumiri Poveștile lui Jack-din-Sticlă |

## Personaje
- Jack-din-Sticlă alias Iago - rebel care caută să răstoarne dictatura familiei Ulanov; nu are picioare, iar supranumele i-a venit din cauza cunoștințelor prin care poate transforma sticla în armă mortală
- Diana Argent - cea mai mică fiică a familiei Argent, detectiv talentat
- Sapho - slujitoare a Dianei, a cărei crimă o ajută pe aceasta din urmă să-și dovedească abilitățile detectiviste
- Eva Argent - sora mai mare a Dianei, mai puțin înzestrată pentru intrigi și politică; acceptă un pact cu familia Ulanov pentru a prelua conducerea propriei familii
- Madam Joad - agentă a Ulanovilor, care încearcă în mod repetat să pună mâna pe Diana și pe Jack
- Bar-le-duc - agent de temut al Ulanovilor, care-l urmărește pe Jack
- Lwon, Davide, Ennemi-du-Concorde (poreclit E de C), Mo, Marit și Gordius - deținuți alături de care Jack este deportat pe asteroidul Lamy306
- Madam Aishwarya - specialistă în RACdroizi, prietenă a lui Jack
- Berthezene, Dominico Deño și Jong-il - gărzile de corp ale Dianei și Evei Argent

## Glosar
- Antinomieni - diverse grupuri opuse Clanului Ulanov.
- bId (Biolegătura de interDate) - conectare la bazele mai mari de date ale inteligențelor artificiale (IA)
- Capsule - miliarde de globuri spațiale care se rotesc în jurul Soarelui în care locuiesc Mujicii și SubMujicii
- FEC (Factor de Eliberare Corticotropină) - o substanță modificată distribuită de unele organizații către angajați, pentru a garanta loialitatea acestora.
- Gongsi - oricare organizație comercială, corporație sau companie suficient de mare și de bogată, adesea monopolistă prin natura sa
- Palat Ideal - o virtulume pentru o persoană
- Pravila Ulanova - codex nou, arhicuprinzător, care are întâietate asupra celor cam o sută de legislații locale și conținea prevederi semnificativ mai rigide decât majoritatea lor
- Casă Comercială - alianță strategică între MAHpersoane și organizații Gongsi
- MAH (Modificare Accelerată Haptidică) - tehnologie de manipulare genetică
- Elevatoare plasmaser - sistem de transport public sol-spațiu și viceversa, mai eficient și mai ieftin de amplasat decât lifturile spațiale convenționale
- Poliție - militari și angajați cu contract care în principiu impun Pravila Ulanova
- RACdroid - sistem robotizat de „Registratură și Contracte”.
- Mujici - poporul uman
- SubMujici - majoritatea oamenilor, miliarde care trăiesc în spațiu în capsulele cele mai proaste
- Virtulume - realitate virtuală

## Opinii critice
Volumul Jack-din-Sticlă s-a bucurat în general de reacții pozitive din partea criticii, care l-a considerat un bun exemplu al reîntoarcerii la Epoca de Aur a SF-ului. Niall Alexander de la Tor consideră că romanul are o intrigă perfect construită și că el reprezintă „un alt exemplu al talentului extraordinar al lui Adam Roberts”. Paul di Fillipi de la Locus online consideră că tocmai acest lucru reprezintă unul dintre motivele pentru care autorul nu are succesul pe care-l merită, deoarece fecunditatea ideilor și a cadrelor imaginate nu este apreciată într-o perioadă a continuărilor și a francizelor.
Liviu Suciu de la Fantasy Book Critic este de părere că succesul romanului constituie un succes pentru că are „personajele complexe, chiar și o imposibilă poveste de iubire, acțiune din plic, mister și o doză puternică de SF din Epoca de Aur, scris cu un stil și o sensibilitate moderne”. Martin Jenner de la SFcrowsnes, deși apreciază cartea, crede că „este un pic prea distantă și mecanică în inteligența cu care e scrisă pentru a reuși să devină plăcută la citit”. La rândul său, The Book Smugglers o consideră „o carte imposibilă [...] foarte distractivă și inovatoare, dar care are la bază o fundație extrem de plictisitoare prin faptul că e atât de pesimistă”.

## Vezi și
- Lista volumelor publicate în Colecția Epsilon Science Fiction
- 2012 în științifico-fantastic